# 省政信箱
《省政信箱》是臺灣省政府委託臺灣電視公司所播出的一個公共服務電視節目，每次節目時間為五分鐘。主要是透過節目播出，以靜態紙卡的方式，替民眾解答省政府施政的一些疑問。節目播出期間為1980年3月10日起至1999年6月28日為止，共九百五十二集。歷年主持人有顧安生等。

## 節目進行方式

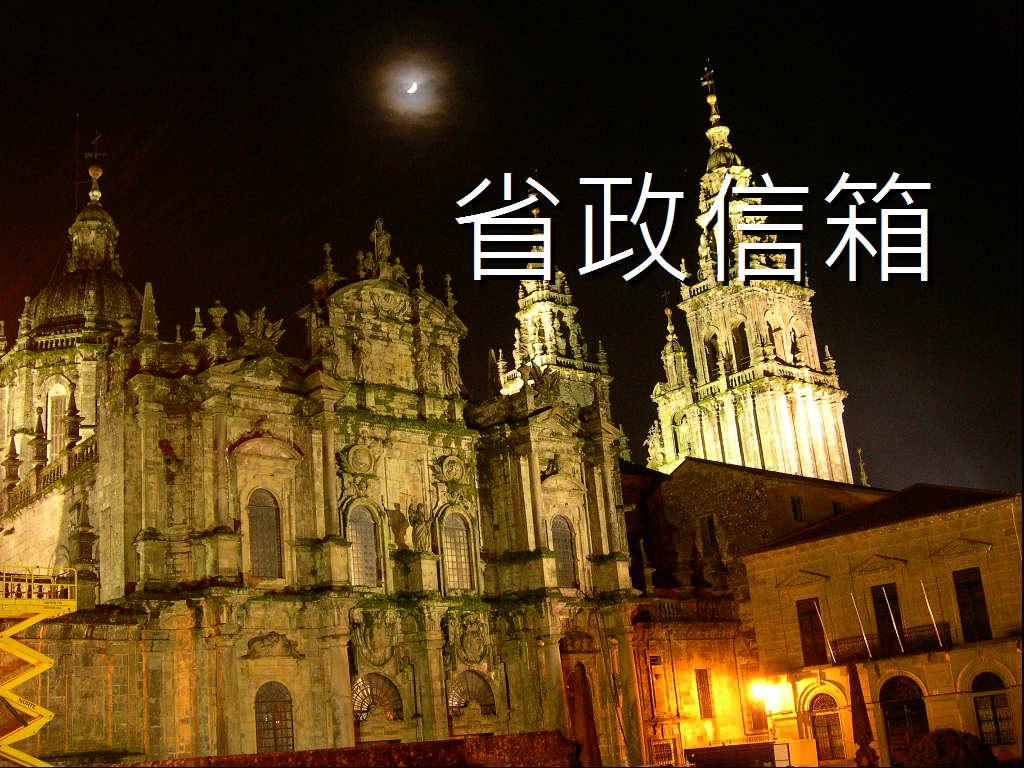
《省政信箱》節目名稱圖卡仿製品

先由數張靜態紙卡顯示節目名稱，以及主持人姓名。主持人再行自我介紹，歡迎觀眾收看《省政信箱》。
製作單位會選出一些觀眾朋友的來信，在節目上，先敘述觀眾的來信與問題，主持人的敘述是：「我們回答住在××縣（市）××鄉（或鎮、市、區）的×××先生（或小姐）的來信。×××先生（或小姐）來信提到關於……的問題，在此，《省政信箱》給您的答覆是：……。」答覆則會有另外一位旁白配合靜態紙卡，靜態紙卡上會有民眾問題的簡述。
由於是臺灣省政府回答觀眾（民眾）的問題，提到民眾（提問者），則以「臺端」表示。
每次節目回答民眾的問題數不一定，視答案解說之時間長度決定。
於節目結束前，主持人會敘述：「如果有任何省政方面的問題，歡迎觀眾朋友們來信，來信請寄到……（地址有待確認）收就可以了。今天《省政信箱》謝謝您的收看，我們下一次同一個時間再見！」

### 節目回覆類型
《省政信箱》回答的種類，包括下列十六個分類：
| - 民政類 - 財稅類 - 教育類 - 建設類 | - 農林類 - 社政類 - 勞政類 - 警政類 | - 戶政類 - 交通類 - 環保類 - 地政類 | - 役政類 - 人事類 - 衛生類 - 其它類 |

## 其他
臺灣省政府新聞處亦曾發行過《省政信箱問答彙編》圖書。將部分民眾於節目中詢問過的問題整理，並印刷成冊發行。

## 另見
- 臺灣省政府
- 臺灣電視公司

## 外部連結
- 民國八十五年、八十六年省政信箱資料查詢 （页面存档备份，存于）